# Xã Westport, Quận Dickinson, Iowa
Xã Westport (tiếng Anh: Westport Township) là một xã thuộc quận Dickinson, tiểu bang Iowa, Hoa Kỳ. Năm 2010, dân số của xã này là 110 người.